# Чагатай, Мустафа
Мустафа Чагатай (тур. Mustafa Çağatay; 1937, Лимасол, британский Кипр — 3 апреля 1989, Кирения, Кипр) — турецко-киприотский государственный деятель, премьер-министр Северного Кипра (1978—1983).

## Биография
В 1959—1963 годах изучал юридические науки в Лондоне. Вернувшись на родину, открыл адвокатскую практику а Лимасоле.
В июле 1970 года был избран членом турко-кипрского совета Лимасола, в 1974 году был арестован греками-кпириотами. После освобождения в 1975 году являлся пресс-секретарём правительства Турецкого федеративного государства Кипр.
- В 1976 году избирается депутатом Республиканского собрания (парламента) Северного Кипра и заместителем руководителя фракции Партии народного единства,
- В 1976—1978 годах — министр финансов,
- В 1978 году — министр социальных дел и здравоохранения,
- В 1978—1983 годах — премьер-министр Турецкого Федеративного Государства Кипр. В конце его премьерства была принята Декларация независимости Турецкой Республики Северного Кипра и было провозглашено создание Турецкой Республикой Северного Кипра (ТРСК).

3 апреля 1989 года погиб в автокатастрофе.